# Louis Randavel
Louis Randavel, né à Bône (Algérie) le 18 novembre 1869 et mort à Douera le 17 mai 1948, est un peintre et dessinateur orientaliste français.

## Biographie
D'origine nîmoise, Louis Randavel retourne en France métropolitaine et étudie le dessin à Paris au titre du professorat de dessin, puis est nommé à ce poste après la Première Guerre mondiale à Philippeville, puis Constantine. Il visita alors le sud Algérien et la Kabylie et s'enthousiasme pour la beauté de ses paysages.
Au moment de sa retraite en 1929, il s'installe à Douera dans le Sahel algérois et continue son œuvre de peintre orientaliste.
Louis Randavel meurt en 1948 à Douera.
Ses œuvres sont influencées par Camille Corot.